# Hisham Matar
Hisham Matar (n. 1970 - ...) este un scriitor libian.

## Opera

### Traduceri în limba română
- În țara bărbaților, trad. Sânziana Dragoș, Editura Minerva, 2008.
- Întoarcerea,  trad. Ona Frantz, Editura Polirom, 2018